# 基尔昆达
基尔昆达（Kilkunda），是印度泰米尔纳德邦The Nilgiris县的一个城镇。总人口10150（2001年）。

## 人口
该地2001年总人口10150人，其中男性4927人，女性5223人；0—6岁人口886人，其中男451人，女435人；识字率74.13%，其中男性为82.50%，女性为66.23%。